# قاذفة خفيفة
القاذفة الخفيفة نوع صغير وسريع نسبيا من hgطائرات القاذفة العسكرية التي كانت تستخدم في الأساس قبل الخمسينات. مثل هذه الطائرات لl تحمل أكثر من طن من الذخائر.
كانت القاذفات الخفيفة الأولى تهدف إلى إسقاط قنابلها في رحلة جوية فوق الهدف. خلال الحرب العالمية الأولى، بدأت بعض القوات الجوية في التمييز بين القاذفات الخفيفة والطائرات الهجومية التي صممت للهجوم الأرضي والدعم الجوي الوثيق ومهام مماثلة. بعد الحرب العالمية الأولى، كان يتم تحديد الطائرات الهجومية عادةً من خلال قدرتها على حمل العديد من الرشاشات الآلية الثابتة والمدافع الآلية والصواريخ بالإضافة إلى القنابل. وغالبًا ما كانت القنابل الخفيفة بمثابة طائرات هجومية والعكس صحيح.
اختفت القاذفات الخفيفة بنهاية الحرب العالمية الثانية، حيث مكنت التطورات في هندسة الطيران والفضاء الجوي الطائرات الهجومية والقاذفات المقاتلة وأنواع الطائرات متعددة الأدوار من تقديم شحنات متساوية أو أكبر من القنابل بينما تتمتع أيضًا بأداء متفوق.

## التاريخ

### الحرب العالمية الثانية
خلال المراحل الأولى من الحرب العالمية الثانية، غالبًا ما شهدت التصميمات المذكورة أعلاه في أواخر ثلاثينيات القرن العشرين إجراءات كبيرة. في بعض الحالات ، أصبحوا الأساس لقاذفات خفيفة أحدث وأسرع، مثل مارتن بالتيمور (التصنيف الأمريكي A-23 / A-30 الذي تم تطويره من ولاية ماريلاند)، بالإضافة إلى القاذفات المتوسطة المزودة بمحركات أكثر قوة وحمولات أثقل.

### بعد الحرب العالمية الثانية
تشير الزيادات الكبيرة في الأداء، وقدرة حمل الحمولة وتعدد استخدامات الطائرات المقاتلة الجديدة (بما في ذلك ظهور الطائرات النفاثة) بنهاية الحرب العالمية الثانية إلى نهاية نوع القاذفة الخفيفة المتخصصة.

## انظر أيضا

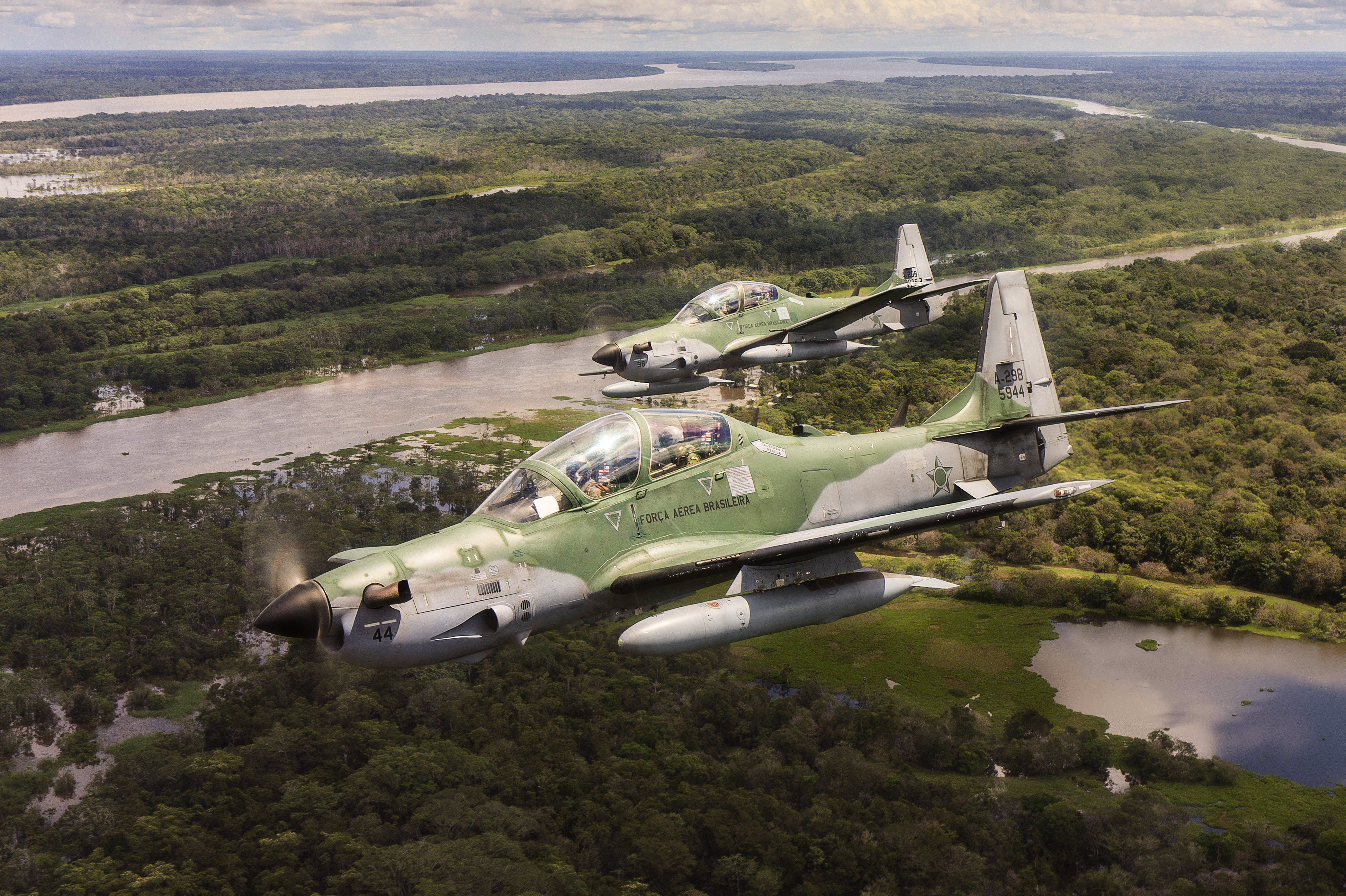
سلاح الجو البرازيلي Embraer A-29 Super Tucanos في رحلة فوق غابات الأمازون المطيرة.